# Lytta scitula
Lytta scitula är en skalbaggsart som först beskrevs av Champion 1892.  Lytta scitula ingår i släktet Lytta och familjen oljebaggar. Inga underarter finns listade i Catalogue of Life.